# Sylvia ruppeli
La curruca de Rüppell (Sylvia ruppeli) es una especie de ave paseriforme de la familia Sylviidae propia del Mediterráneo oriental y el noreste de África. Su nombre conmemora al zoólogo alemán y explorador Eduard Rüppell (1794-1884).

## Descripción

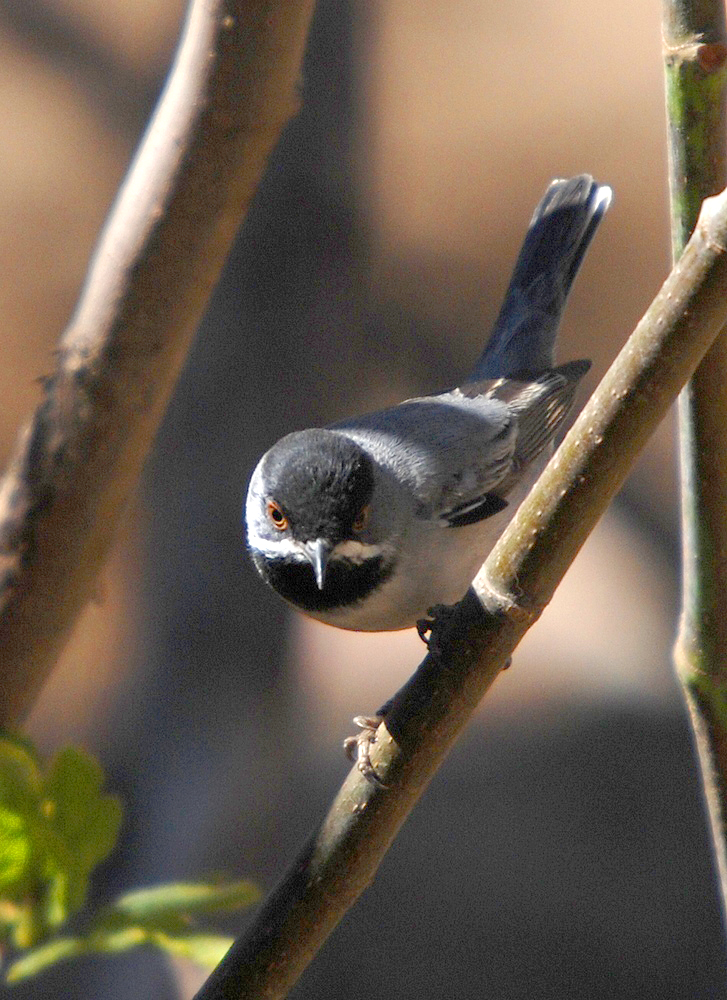
Macho.

Es una curruca típica, de tamaño similar a la curruca sarda aunque más esbelta. La curruca de Rüppell mide alrededor de 13,5 cm de largo. Los adultos tienen la espalda de color gris y las inferiores de tonos grisáceos claros. Su pico es fino y puntiagudo y tiene las patas pardas, y los ojos y anillo ocular de color rojo. Los machos tienen el píleo, la frente y la garganta negros, en contraste con la bigotera blanca. Las hembras tienen el píleo y la frente grises y la garganta blanca, y sus espalda es más parduzca.

## Distribución y hábitat
Cría en Grecia, Turquía y Siria, incluidas las islas del Egeo. Es un pájaro migratorio que en invierno se desplaza a las regiones mediterráneas de Egipto y Libia, y más al sur, llegando a Sudán.

## Taxonomía
Forma una superespecie con la curruca chipriota, ambas especies tienen machos con gargantas oscuras, bigoteras blancas y rémiges con bordes claros. A su vez están emparentadas con otras currucas del Mediterráneo y Oriente Medio del género Sylvia que tienen anillos oculares desnudos, como la curruca subalpina, la curruca sarda y curruca de Menetries. Ambos grupos tienen la zona de la bigotera blanca, pero no es una clara marca en el último grupo; por encima de este blanco los machos tienen coloraciones oscuras uniformes.

## Comportamiento

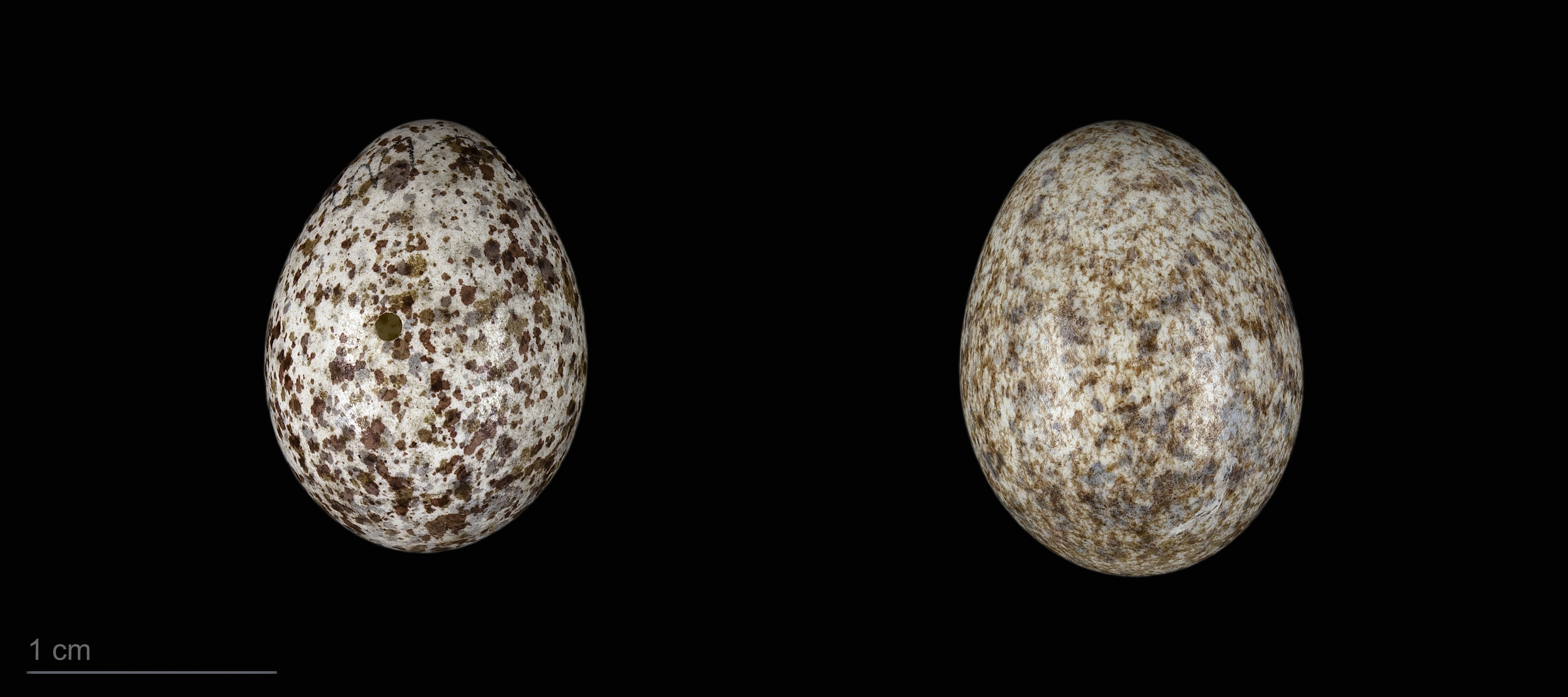
Curruca ruppeli - MHNT

Es un pájaro insectívoro que se encuentra entre los arbustos espinosos, entre los que construye su nido, donde pone entre cuatro y seis huevos.